# Verticalizzazione
La verticalizzazione, in campo economico, è quel processo che un'impresa compie quando acquisisce, o con nuove installazioni di impianti o direttamente acquistando altre imprese, le funzioni precedentemente svolte a monte e a valle della filiera produttiva. In altre parole quando acquisisce imprese in precedenza fornitrici di materie prime o semilavorati, oppure imprese in precedenza clienti delle materie e dei semilavorati prodotti dall'azienda che si verticalizza.
Il processo di verticalizzazione è concettualmente diverso come logica dal processo di espansione di un'impresa in senso orizzontale, quando invece di acquisire il controllo diretto dei fornitori o dei clienti intermedi, l'azienda compra i concorrenti. Se nel primo caso l'impresa mira ad un controllo monopolistico del ciclo produttivo, tentando di incrementare gli utili sommando i margini operativi dei diversi passaggi produttivi, nel secondo caso l'impresa mira ad un controllo monopolistico del proprio mercato, tentando di incrementare gli utili con l'eliminazione delle politiche concorrenziali sul prezzo o sul prodotto.
I due processi non sono disgiunti, in quanto un'impresa tendenzialmente cercherà di crescere sia in senso verticale sia in senso orizzontale, acquisendo potenza e controllo del mercato. In un'economia improntata al totale liberismo, questi processi non vengono minimamente ostacolati. Tuttavia, nei Paesi occidentali, la tendenza a questo tipo di espansione è limitata dai Governi attraverso le diverse Autorità Antitrust.